# Kriechbaumerella ayyari
Kriechbaumerella ayyari is een vliesvleugelig insect uit de familie bronswespen (Chalcididae). De wetenschappelijke naam is voor het eerst geldig gepubliceerd in 1919 door Gahan.